# Corythalia porphyra
Corythalia porphyra är en spindelart som beskrevs av Brüning, Cutler 1995. Corythalia porphyra ingår i släktet Corythalia och familjen hoppspindlar. Inga underarter finns listade i Catalogue of Life.